# Ommatius atrosus
Ommatius atrosus là một loài ruồi trong họ Asilidae. Ommatius atrosus được Scarbrough miêu tả năm 1997. Loài này phân bố ở vùng Tân nhiệt đới.